# Simó Rojas de Guardiola y Hortoneda
Simó Rojas de Guardiola y Hortoneda O.S.B. (ur. 9 czerwca 1773, zm. 22 sierpnia 1851) – hiszpański duchowny katolicki, biskup Seo de Urgel i zarazem współksiążę episkopalny Andory od 4 listopada 1827 do 22 sierpnia 1851.